# الروضة (مطاي)
قرية الروضة  هي إحدي القرى التابعة لمركز مطاي بمحافظة المنيا في جمهورية مصر العربية.

## التاريخ
قرية الروضة من النواحي القديمة، وأصلها من توابع قرية سيلة، وكانت تسمّى «جمازة» نسبة إلى أهلها وهم من بني جماز أحد بطون قبيلة لواتة. فُصلت القرية عن قرية سيلة في التربيع العثماني باسم «دنازة» المُحرّف من اسمها الأصلي «جمازة»، وظلّت تُعرف بهذا الاسم حتى تغيّر إلى «الروضة» بطلب من أهل القرية في سنة 1349هـ/1930م.